# Podział administracyjny Białegostoku
Miasto Białystok jest podzielone na 29 pomocniczych jednostek administracyjnych, nazwanych osiedlami. 
Obecny podział administracyjny Białegostoku ukształtował się w wyniku uchwały Rady Miejskiej nr XXXI/331/04 z dnia 25 października 2004 roku, zgodnie z którą Białystok został podzielony na 27 osiedli. Ponadto uchwałą nr LXII/787/06 z dnia 23 października 2006 roku z przyłączonych do Białegostoku miejscowości Dojlidy Górne, Kolonia Halickie i Zagórki zostało utworzone 28. osiedle - Dojlidy Górne. W 2021 roku zostało utworzone nowe osiedle Bagnówka. 

## Osiedla Białegostoku
| Lp. | Osiedle         | Powierzchnia [km²] |
| --- | --------------- | ------------------ |
| 1.  | Centrum         | 1,947              |
| 2.  | Białostoczek    | 2,504              |
| 3.  | Sienkiewicza    | 0,679              |
| 4.  | Bojary          | 1,224              |
| 5.  | Piaski          | 1,293              |
| 6.  | Przydworcowe    | 1,492              |
| 7.  | Młodych         | 1,766              |
| 8.  | Antoniuk        | 2,259              |
| 9.  | Jaroszówka      | 11,72              |
| 10. | Wygoda          | 7,372              |
| 11. | Piasta I        | 0,956              |
| 12. | Piasta II       | 0,355              |
| 13. | Skorupy         | 4,333              |
| 14. | Mickiewicza     | 3,734              |
| 15. | Dojlidy         | 14,038             |
| 16. | Bema            | 1,354              |
| 17. | Kawaleryjskie   | 1,684              |
| 18. | Nowe Miasto     | 3,785              |
| 19. | Zielone Wzgórza | 1,186              |
| 20. | Starosielce     | 4,945              |
| 21. | Słoneczny Stok  | 1,061              |
| 22. | Leśna Dolina    | 2,655              |
| 23. | Wysoki Stoczek  | 1,946              |
| 24. | Dziesięciny I   | 1,145              |
| 25. | Dziesięciny II  | 1,619              |
| 26. | Bacieczki       | 2,964              |
| 27. | Zawady          | 10,7               |
| 28. | Dojlidy Górne   | 8,33               |
| 29. | Bagnówka        | 3,072              |

## Zmiany podziału na osiedla

Podział administracyjny Białegostoku w latach 2006-2013

Podział administracyjny Białegostoku w latach 2013-2021

Obecny podział administracyjny

### 1959
30 listopada 1959 r. Miejska Rada Narodowa w Białymstoku uchwaliła podział miasta na 16 dzielnic. Dzielnice wchodziły w skład trzech zespołów dzielnic. 
| Zespół dzielnic    | Nazwa dzielnicy |
| ------------------ | --------------- |
| Białystok-Południe | Śródmieście     |
| Białystok-Południe | Zwierzyniec     |
| Białystok-Południe | Dojlidy         |
| Białystok-Południe | Nowe Miasto     |
| Białystok-Południe | Krywlany        |
| Białystok-Północ   | Bojary          |
| Białystok-Północ   | Skorupy         |
| Białystok-Północ   | Przemysłowa     |
| Białystok-Północ   | Białostoczek    |
| Białystok-Północ   | Wygoda          |
| Białystok-Północ   | Pieczurki       |
| Białystok-Zachód   | Fasty           |
| Białystok-Zachód   | Wysoki Stoczek  |
| Białystok-Zachód   | Antoniuk        |
| Białystok-Zachód   | Marczuk         |
| Białystok-Zachód   | Starosielce     |

### 1967
Uchwalono nazwy dla osiedli Piasta i Mickiewicza.

### Lata 90. do roku 2004

#### 1990-2002
Białystok był podzielony na 45 osiedli.

#### 2002-2004
Do Białegostoku została przyłączona wieś Zawady

### Po roku 2004

#### 2004-2006
27 września 2004 r. uchwalono podział miasta na 33 osiedla, jednak uchwałę uchylono po dwóch dniach. 
| Lp. | Nazwa osiedla   |
| --- | --------------- |
| 1.  | Bacieczki       |
| 2.  | Zawady          |
| 3.  | Pietrasze       |
| 4.  | Jaroszówka      |
| 5.  | Bagnówka        |
| 6.  | Dziesięciny II  |
| 7.  | Dziesięciny I   |
| 8.  | Antoniuk        |
| 9.  | Białostoczek    |
| 10. | Traugutta       |
| 11. | Pieczurki       |
| 12  | Wysoki Stoczek  |
| 13. | Solidarności    |
| 14. | Centrum         |
| 15. | Sienkiewicza    |
| 16. | Bojary          |
| 17. | Piasta II       |
| 18. | Piasta I        |
| 19. | Skorupy         |
| 20. | Przemysłowe     |
| 21. | Starosielce     |
| 22. | Leśna Dolina    |
| 23. | Słoneczny Stok  |
| 24. | Młodych         |
| 25. | Przydworcowe    |
| 26. | Tysiąclecia     |
| 27. | Piaski          |
| 28. | Mickiewicza     |
| 29. | Dojlidy         |
| 30. | Zielone Wzgórza |
| 31. | Ścianka         |
| 32. | Bema            |
| 33. | Nowe Miasto     |

25 października 2004 r. został uchwalony podział miasta na 27 osiedli. Zmiana weszła w życie w dniu 22 listopada 2004 r.

#### 2006-2013
W 2006 roku z przyłączonych do Białegostoku miejscowości Dojlidy Górne, Dojlidy Kolonia, Kolonia Halickie i Zagórki zostało utworzone 28. osiedle - Dojlidy Górne. 

#### 2013-2021
W 2013 roku zostały zmienione granice osiedli Nowe Miasto i Dojlidy. Pod koniec 2020 roku odbyły się konsultacje w sprawie utworzenia nowego osiedla Bagnówka.

#### Od 2021
25 stycznia 2021 roku została podjęta uchwała w sprawie utworzenia nowego osiedla Bagnówka. Zmiana weszła w życie w dniu 16 lutego 2021 r.

## Rady osiedli
Od 2005 do 2016 roku Rada Miasta nie zarządzała wyborów rad jednostek pomocniczych. Zgodnie z przyjętymi w 2016 roku zasadami celem przeprowadzenia wyborów potrzebny jest wniosek podpisany przez co najmniej 3 proc. mieszkańców danego osiedla. Pierwsze po wielu latach przerwy wybory zarządzono na 5 czerwca 2016.